# 浯口镇 (平江县)
浯口镇，中华人民共和国湖南省岳阳市平江县下属的一个镇，位于平江县西部，浯水汇入汨罗江处。308省道经过该镇。

## 建制沿革
- 1958年，属瓮江公社；
- 1961年，析置浯口公社；
- 1984年，改置浯口镇；
- 1995年，西江乡全部、三联乡的8个村并入。

## 行政区划
浯口镇下辖1个居委会与34个行政村：
- 浯口街道居委会
- 西江村、东港村、中方村、栗木村、双洞村、新坪村、江口村、甘塘铺村、浯口村、双江村、四峰村、喻公村、大备村、田内村、小湖村、鲁合村、黄甲村、杨梓村、西冲村、兰桥村、晏家村、五里村、英江村、九丰村、茶山村、乐才村、三联村、白石村、指泉村、长江村、四合村、阳合村、西江洞村、阪陂村